# Friedrich Cochenhausen
Friedrich Cochenhausen, nemški general, * 14. julij 1879, † 20. julij 1946.